# Alegoría de la Música
Alegoría de la Música es una pintura de Dosso Dossi de 1510-1516, y se exhibe en el Museo Horne de Florencia. Formó parte de la decoración del Camerino d’Alabastro de Alfonso I de Este, duque de Ferrara junto a obras de Tiziano y Giovanni Bellini.

## Descripción y estilo
Sobre un fondo de nubes azuladas se representan cuatro figuras alegóricas. A la izquierda hay un genio que lleva la antorcha de la inspiración a Vulcano, mientras da forma a las notas musicales en un yunque. Los tres martillos dispersos en la escena aluden a los diferentes sonidos, obtenidos de acuerdo con su forma y tamaño.
En el centro está una mujer con el pecho descubierto, tal vez una alegoría de la música secular, que se apoya en la mesa con los cánones musicales. Cierra la escena de una mujer desnuda de pie, tal vez la personificación de la música sacra.